# Gerhard Waidhas
Gerhard Waidhas (* 13. Januar 1942) ist ein ehemaliger deutscher Fußballspieler. Für die BSG Chemie Leipzig und die BSG Stahl Eisenhüttenstadt spielte er in den 1960er Jahren in der DDR-Oberliga, der höchsten Spielklasse im DDR-Fußball.

## Sportliche Laufbahn
Nachdem Gerhard Waidhas 1965 mit der Betriebssportgemeinschaft (BSG) Motor Altenburg Meister der Bezirksliga Leipzig geworden war, wechselte er zu Beginn der Saison 1965/66 zum Oberligisten BSG Chemie Leipzig. Als nach dem 4. Spieltag der etatmäßige Mittelstürmer Bernd Rohr ausfiel, gab Trainer Alfred Kunze dem 23-jährigen Waidhas am 5. und 6. Spieltag eine Bewährungschance. Einen Monat später wurde Waidhas aber zu einem 18-monatigen Wehrdienst zur Nationalen Volksarmee eingezogen, sodass es bei diesen beiden Oberligaeinsätzen blieb.
Während seiner Armeezeit konnte Waidhas bei der Armeesportgemeinschaft (ASG) Vorwärts Leipzig in der zweitklassigen DDR-Liga weiter Fußball spielen. In der Rückrunde der Spielzeit 1965/66 bestritt er noch acht Punktspiele und kam zu einem Torerfolg. 1966/67 entwickelte er sich zum Stammspieler der Vorwärtsmannschaft, denn er kam in den 30 ausgetragenen DDR-Liga-Spielen 27-mal zum Einsatz und erzielte dabei fünf Tore. Nach seiner Entlassung aus dem Wehrdienst kehrte Waidhas zu Chemie Leipzig zurück und bestritt in der Saison 1967/68 19 Spiele in der Oberliga (1 Tor). Abgesehen von einer zehnwöchigen Verletzungspause zwischen dem 9. und 15. Spieltag wurde Waidhas regelmäßig aufgeboten und spielte im Angriff auf verschiedenen Positionen.
Trotz dieses positiven Saisonverlaufs verließ Waidhas im Sommer 1968 Chemie Leipzig und schloss sich dem DDR-Ligisten BSG Wismut Gera an. Gera war 1967 aus der Oberliga abgestiegen und hatte 1968 den angestrebten Wiederaufstieg verpasst. Mit mehreren neuen Spielern sollte 1968/69 ein neuer Versuch zum Aufstieg unternommen werden. Waidhas fand sich in Gera sofort zurecht, bestritt alle 30 Punktspiele und erzielte drei Tore. Die BSG Wismut verpasste aber den Aufstieg erneut.
Stattdessen stieg die BSG Stahl Eisenhüttenstadt in die Oberliga auf und holte für die Oberligasaison 1969/70 neben anderen oberligaerfahrenen Spielern auch Gerhard Waidhas in ihre Mannschaft. Es lag nicht an ihm, dass die Eisenhüttenstädter nicht den Klassenerhalt schafften, denn er konnte 20 der 26 Punktspiele bestreiten und wurde mit seinen fünf Treffern Torschützenkönig der BSG Stahl. Kurz nach dem Start der Saison 1970/71 wurde Stahl Eisenhüttenstadt wegen manipulierter Spielerwechsel in die Bezirksliga zurückgestuft. Mehrere Spieler, unter ihnen auch Gerhard Waidhas, wurden für die gesamte Saison gesperrt. Eisenhüttenstadt gelang aber der sofortige Aufstieg in die DDR-Liga, und Waidhas blieb bis 1974 ungefährdeter Stammspieler. In den 1971/72 bis 1973/74 absolvierte er 52 der 66 ausgetragenen DDR-Liga-Spiele und blieb auch mit seinen jeweils vier Treffern weiter ein erfolgreicher Stürmer. Mit 32 Jahren ging er 1974/75 in seine letzte DDR-Liga-Saison, in der er noch sechs Punktspiele bestritt und auch noch einmal zum Torerfolg kam. Im Sommer beendete er seine leistungssportlich Karriere.
Waidhas kehrte nach Gera zurück, wo er in der Saison 1977/78 den Oberligaaufsteiger BSG Wismut für eine Spielzeit lang trainierte. Nachdem die Geraer wieder absteigen mussten, wurde er Mathias Heymann abgelöst.